# Ε
Épsilon ou épsilo (Ε ou ε; em grego:  έψιλον, transl.: épsilon) é a quinta letra do alfabeto grego e tem um valor numérico de 5.
- Nas matemáticas, ε costuma designar pequenas quantidades, ou quantidades que tendem para zero, em particular no estudo dos limites ou da continuidade.
- Em linguagens formais, o épsilon significa sentença vazia.
- Em física representa a quantidade de energia de um certo material.

## Classificação
- Alfabeto = Alfabeto grego
- Fonética = /E breve/, Letra E